# Coolangatta
Coolangatta es una localidad situada en el Área de Gobierno Local (LGA, por sus siglas en inglés) de la Ciudad de Gold Coast, en el estado de Queensland (abreviado como QLD), Australia. Según el censo de 2021, tiene una población de 6491 habitantes.

## Geografía
La localidad está ubicada en el extremo sur de Gold Coast. Limita con el estado de New South Wales y con la ciudad de Tweed Shire.

## Economía
Comercios de pequeña escala, empresas de servicios turísticos y un creciente sector educativo son la base de la economía. Todos ellos compiten con una oferta más amplia de servicios disponible en la vecina localidad de Tweed Heads.
Coolangatta tiene una diversa oferta de alojamiento, incluyendo resorts localizados frente a las playas.

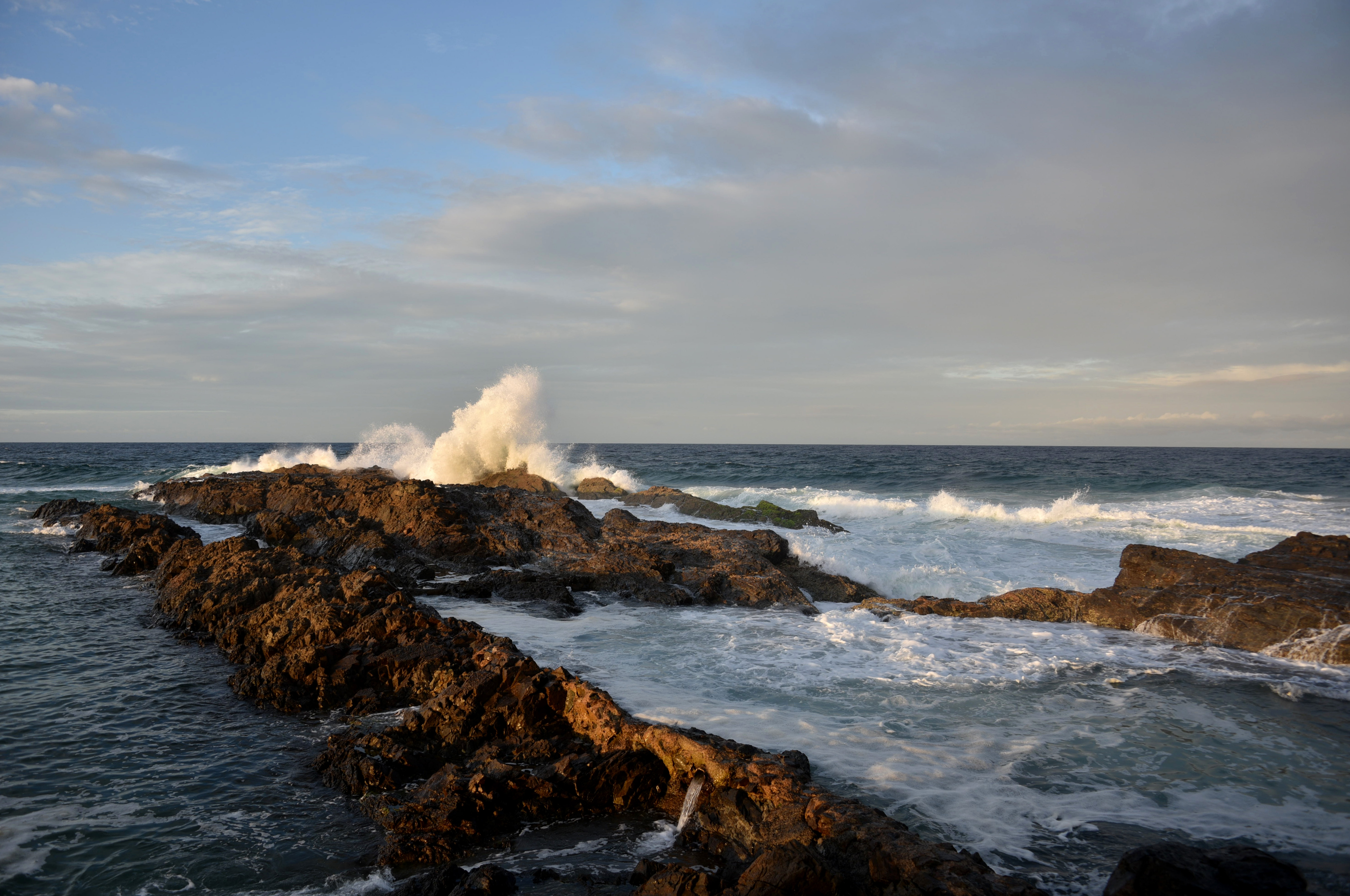
Snapper Rocks